# Eclissi solare del 10 agosto 1934
L'eclissi solare del 10 agosto 1934 è un evento astronomico che ha avuto luogo il suddetto giorno attorno alle ore 8.37 UTC. L'eclissi, di tipo anulare, è stata visibile in alcune parti dell'Africa occidentale portoghese  l'Africa sud-occidentale, la Rhodesia del Nord, Bejuna, Nyasaland, il Sud Africa, l'Africa orientale portoghese e l'eclissi solare parziale ha coperto l'Africa sub-sahariana e parti delle aree circostanti, sino a lambire l'Antartide.
L'eclissi è durata 6 minuti e 33 secondi.

## Eclissi correlate

### Eclissi solari 1931 - 1935
Questa eclissi è un membro di una serie semestrale. Un'eclissi in una serie semestrale di eclissi solari si ripete approssimativamente ogni 177 giorni e 4 ore (un semestre) a nodi alternati dell'orbita della Luna.

### Saros 144
Fa parte del ciclo di Saros 144, che si ripete ogni 18 anni, 11 giorni, contenente 70 eventi. La serie è iniziata con un'eclissi solare parziale l'11 aprile 1736. Contiene eclissi anulari dal 7 luglio 1880 al 27 agosto 2565. Non ci sono eclissi totali nella serie. La serie termina al membro 70 come un'eclissi parziale il 5 maggio 2980. La durata più lunga dell'anularità sarà di 9 minuti e 52 secondi il 29 dicembre 2168.